# Delio Redi
Delio Redi (Littoria, 16 ottobre 1939 – Latina, 12 giugno 2017) è stato un politico italiano.

## Biografia
Laureato in scienze politiche, è funzionario pubblico, è stato direttore del Consorzio industriale Roma-Latina. Consigliere comunale dal 1970, è sindaco di Latina dal 1980 al 1983 e poi nuovamente dal 1985 al 1992 con la Democrazia Cristiana, in tale anno è poi stato eletto senatore della Repubblica nel collegio di Latina per l'XI legislatura, rimanendo in carica dal 1992 al 1994.
Nel 2011 si ricandida a sindaco di Latina con l'Alleanza di Centro, ottenendo l'1,32% dei voti.
Muore nel giugno del 2017 all'età di 77 anni.